# Capivasertib
| Pharmakologische Daten  | Pharmakologische Daten               |
| ----------------------- | ------------------------------------ |
| Verabreichungsweg       | oral (Einnahme)                      |
| Bioverfügbarkeit        | ~ 29 %                               |
| Plasmaeiweißbindung     | ~ 78 %                               |
| Maximaler Plasmaspiegel | nach 1–2 Stunden                     |
| Halbwertzeit            | 8,3 Stunden                          |
| Metabolisierung         | hauptsächlich über UGT2B7 und CYP3A4 |
| Ausscheidung            | Urin: 45 %, Fäzes: 50 %              |

Capivasertib ist ein Arzneistoff aus der Gruppe der Proteinkinaseinhibitoren. Er wurde unter den Namen Truquap 2023 in den USA und 2024 in der EU zur Behandlung bestimmter Formen von Brustkrebs zugelassen. Capivasertib ist der erste in der EU zugelassene AKT-Hemmer. Die Anwendung erfolgt oral (Einnahme).

## Chemisch-physikalische Eigenschaften
Capivasertib ist ein weißes bis fast weißes, nicht hygroskopisches kristallines Pulver. Die Löslichkeit im wässrigen Medium ist pH-Wert-abhängig.

## Wirkungsmechanismus
Capivasertib hemmt selektiv die Aktivität aller drei Isoformen (AKT1, AKT2 und AKT3) der Serin/Threonin-Kinase AKT. Dieses Enzym spielt eine zentrale Rolle in der Phosphatidylinositol-3-Kinase(PI3K)-Signalkaskade, die viele zelluläre Prozesse reguliert. Eine überaktive AKT wird in vielen Tumoren beobachtet und kann etwa durch Mutationen von AKT1, Funktionsverlust des Phosphatase- und Tensin-Homologs (PTEN) (Loss-of-Function-Mutation) sowie Mutationen in der katalytischen Untereinheit von PI3K (PIK3CA) zustande kommen.
Capivasertib hemmt die AKT in vitro stark. Im Enzymassay betrugen die mittleren inhibitorische Konzentrationen (IC50-Werte) gegenüber AKT1, AKT2 und AKT je unter 10 nmol/L.
Capivasertib zeigte ferner eine antiproliferative Aktivität in Brustkrebszelllinien.
In präklinischen Modellen (ER+- Mammakarzinom-PDX-Modelle) wurden bei Kombination von Capivasertib mit einer endokrinen Therapie synergistische Anti-Tumor-Effekte beobachtet.

## Medizinische Verwendung

### Anwendungsgebiet
Capivasertib ist in Kombination mit Fulvestrant angezeigt zur Behandlung von erwachsenen Patienten mit Estrogenrezeptor(ER)-positivem, HER2-negativem, lokal fortgeschrittenem oder metastasiertem Mammakarzinom mit einer oder mehreren PIK3CA/AKT1/PTEN-Alterationen nach Rezidiv oder Progression der Erkrankung während oder nach einer hormonellen Therapie. Bei Frauen vor oder um den Eintritt der Menopause sollte die Therapie zudem mit der Gabe eines LHRH-Agonisten kombiniert werden.

### Klinische Prüfung
Die Zulassung basiert auf den Ergebnissen der randomisierten, doppelblinden, Placebo-kontrollierten Phase-3-Studie CAPItello-291 mit 708 Patienten. Unter der Therapie mit Capivasertib in Kombination mit Fulvestrant betrug das mediane progressionsfreie Überleben in der Subgruppe mit PIK3CA/AKT1/PTEN-Alterationen (n=289) 7,3 Monate gegenüber 3,1 Monate in der Gruppe unter Fulvestrant plus Placebo.

### Nebenwirkungen und Anwendungsbeschränkungen
Die häufigsten unerwünschten Ereignisse waren Hautausschlag und Durchfall. Unerwünschte Ereignisse, die zum Absetzen der Behandlung führten, wurden bei 13,0 % der Patienten, die Capivasertib erhielten, und bei 2,3 % der Patienten, die Placebo erhielten, berichtet.

### Zulassung
Capivasertib wurde unter den Namen Truquap (Hersteller: AstraZeneca) im November 2023 in den USA und im Juni 2024 in der EU zugelassen.

## Synthese
Eine auf dem Patent „Substituted piperidines having protein kinase inhibiting activity“ beruhende vierstufige Synthese ist in der Literatur beschrieben.